# アバディーン (企業)
アバディーン（英: abrdn plc）は、資産運用を中心に取り扱う投資顧問会社。イギリス・スコットランド・エディンバラに本社を置き、世界80カ国以上で事業を展開している。日本法人はアバディーン・ジャパン株式会社。ロンドン証券取引所上場企業（LSE: ABDN）。

## 沿革
現在のアバディーンの組織は2017年8月、アバディーンを本拠とする資産運用会社のアバディーン・アセット・マネジメント（Aberdeen Asset Management plc）と、エディンバラを本拠とする生命保険会社のスタンダード・ライフ（Standard life plc）の合併により設立された。
スタンダード・ライフのルーツは1825年に設立されたThe Life Insurance Company of Scotlandに遡る。同社は1832年にStandard life Assurance Companyと改称し、1847年にはインド・中国・ウルグアイに代理店を開設、1910年に企業年金の運用を開始した。1998年11月、資産運用部門を担うスタンダード・ライフ・インベストメンツ（SLI）が業務を開始、2006年7月、スタンダード・ライフはロンドン証券取引所に上場した。2014年7月、スタンダード・ライフはグラスゴーを拠点とするIgnis Asset Managementの買収を発表、生命保険会社を中心としてきたスタンダード・ライフにおいて、資産運用部門の強化が進められており。2010年7月、SLIは中央三井信託銀行と業務提携を締結、後身の三井住友信託銀行は2016年6月、SLIとの提携拡大を発表していた。
アバディーン・アセット・マネジメントは1983年、アバディーンの投資信託会社からのマネジメント・バイアウトにより設立され、1991年にAberdeen Trust plcの企業名でロンドン証券取引所に上場、1997年にアバディーン・アセット・マネジメントへと改称した。1990年代を通じてシンガポールや香港に拠点を設けるなど、アジア・新興国地域に事業を発展させ、2000年以降はバークレイズ、ドイチェ・アセット・マネジメント（ドイツ銀行系列）、クレディ・スイスなど、有力金融機関から資産運用関連事業の買収を続け、2013年にはロイズ・バンキング・グループからイギリス有数の資産運用会社であったScottish Widows Investment Partnershipを購入した。
2017年3月、スタンダード・ライフとアバディーン・アセット・マネジメントの合併が発表され、欧州の資産運用事業者としてはリーガル&ジェネラルに次ぐ規模となった。両社の資産運用部門は「アバディーン・スタンダード・インベストメンツ（Aberdeen Standard Investments, ASI）」ブランドのもとで運営されることになった。
2021年4月、スタンダード・ライフの商標をイギリスの保険会社フェニックス・グループ・ホールディングスに売却し、社名を「Abrdn（アバディーン）」に変更した。

## 日本における事業
日本法人は、本国法人の合併を受けて2017年12月、旧アバディーン・アセット・マネジメント日本法人の「アバディーン投信投資顧問株式会社」（2009年7月設立）と、旧スタンダードライフ日本法人の「スタンダード・ライフ・インベストメンツ・ジャパン株式会社」（2015年1月設立）の合併により「アバディーン・スタンダード・インベストメンツ株式会社」の社名で設立、2021年9月「アバディーン・ジャパン株式会社」（abrdn Japan Limited）に商号を変更した。オフィスは旧スタンダードライフ日本法人と同様であり、東京（大手町フィナンシャルシティ）にある。